# A'typisk (album)
A'typisk fra 2013 er det første soloalbum fra rapperen Amin Kevlars aka A'typisk. Albummet indeholder 11 sange, deriblandt de populæreste som "Saver hende", "Gråt i gråt", "Strippere & diamanter" og "De døde snakker ikke".